# 2020-as népszavazás Új-Kaledónia függetlenségéről
2020. október 4-én Új-Kaledóniában népszavazást tartottak az ország függetlenné válásáról.   85,7%-os részvétel mellett a szavazók szűk többsége, 53,26% a Franciaországgal való unió fenntartása mellett foglalt állást. A referendumot immár harmadik alkalommal rendezték meg az 1998-as Nouméai egyezmény értelmében. Az első, 1987-es népszavazást a függetlenségpártiak bojkottálták, a második, 2018-ban tartott referendumon szintén a maradáspártiak arattak győzelmet, immár csak a szavazatok 56,7%-val.  A függetlenségről még egy utolsó népszavazást tartanak 2022-ben. 

## Háttér

### Gyarmatosítás
A melanéz származású őshonos kanak törzsek által uralt Új-Kaledóniát Franciaország formálisan 1853-ban gyarmatosította III.Napóleon uralkodása alatt, összefüggésben a szigeten talált nagy kiterjedésű nikkelkészlettel. Az érkező francia telepesek büntetőtelepeket hoztak létre a szigeten, megkezdték a bányászatot és helyi lakosok jelentős részét elhurcolták rabszolgáknak Fidzsire és Queenslandbe ültetvényekre dolgozni. A maradék őslakos népességet minden jogától megfosztották és rezervátumokba kényszerítették. A kanakok felkelést vezettek a megszállók ellen 1878-ban és 1917-ben, amiket a franciák brutálisan levertek, több ezer civilt megölve. A őslakosokat megtizedelték a járványok és az olcsó alkohol is, amit a franciák adtak el. Ezek a történelmi sérelmek ma is rendkívül élénken élnek a kanakok körében, akiknek elsöprő többsége bármi áron megszabadulna az európai fennhatóságtól.

### Modernkori kanak függetlennségi mozgalom
A kanak szeparatizmus újult erővel jelent meg 1981-ben, amikor az ismert autonómiapárti politikus, Pierre Declercq meggyilkolása után erőszakos tüntetések kezdődtek. 1984-ben megalakult a Kanak Szocialista Nemzeti Felszabadítási Front (FLNKS), amelynek tevékenysége napjainkig meghatározza az őslakos szeparatista mozgalom markáns kommunista ideológiáját.  Amikor François Mitterrand francia szocialista politikus először nyerte el a köztársasági elnöki tisztséget,  a kanakok egy függetlenségi referendum megtartásában reménykedtek. Amikor ez nem történt meg, a szeparatista mozgalmárok kikiáltották a Kanak Szocialista Köztársaságot, és útblokádokkal, valamint terrorcselekményekkel igyekeztek érvényt szerezni követeléseiknek. A kikiáltott köztársaságot természetesen egyetlen ország sem ismerte el független államként. Az erőszakhullám csúcspontja az Ouvéai túszejtés volt, amikor egy csapat őslakos fegyveres a Lojalitás-szigetek csoportjához tartozó Ouvéán meggyilkolt négy csendőrt, majd 27 másikat, valamint a rendőri különleges egységek hét tagját túszul ejtette és egy helyi barlangban tartotta fogva. A mentőakció során 19 terrorista és két francia katona vesztette életét, egyes vádak szerint a kanak milicisták egy részét nem is harcban ölték meg,  hanem az összecsapás után végezték ki a franciák.
A fegyveres konfliktussal sújtott időszakot az 1998-as Nouméai egyezmény zárta le, amiben az FLNKS megegyezett a kormánnyal a fegyverletételről, cserébe a sziget kiterjesztett autonómiát kapott. Új-Kaledónia hatóságai megkapták a belügyek feletti teljes kontrollt, míg a pénzügy, a hadügy és a bevándorlási szabályozás továbbra is francia kézen maradt. A szerződés továbbá három további függetlenségi referendumot biztosított a szigetország számára: az elsőt 2018-ban tartották, amelyen a maradáspártiak győztek 56,7%-kal, bár az eredmény szorossága meglepte a szakértői közösséget, a közvéleménykutatások 60-65%-ot jósoltak a lojalistáknak. Még egy  utolsó népszavazáson 2022-ben mondhatják ki véleményüket az új-kaledóniai lakosok az elszakadás kérdéséről, ha akkor is a maradás győz, a szigetek végleg Franciaország részei maradnak.

### Demográfiai viszonyok

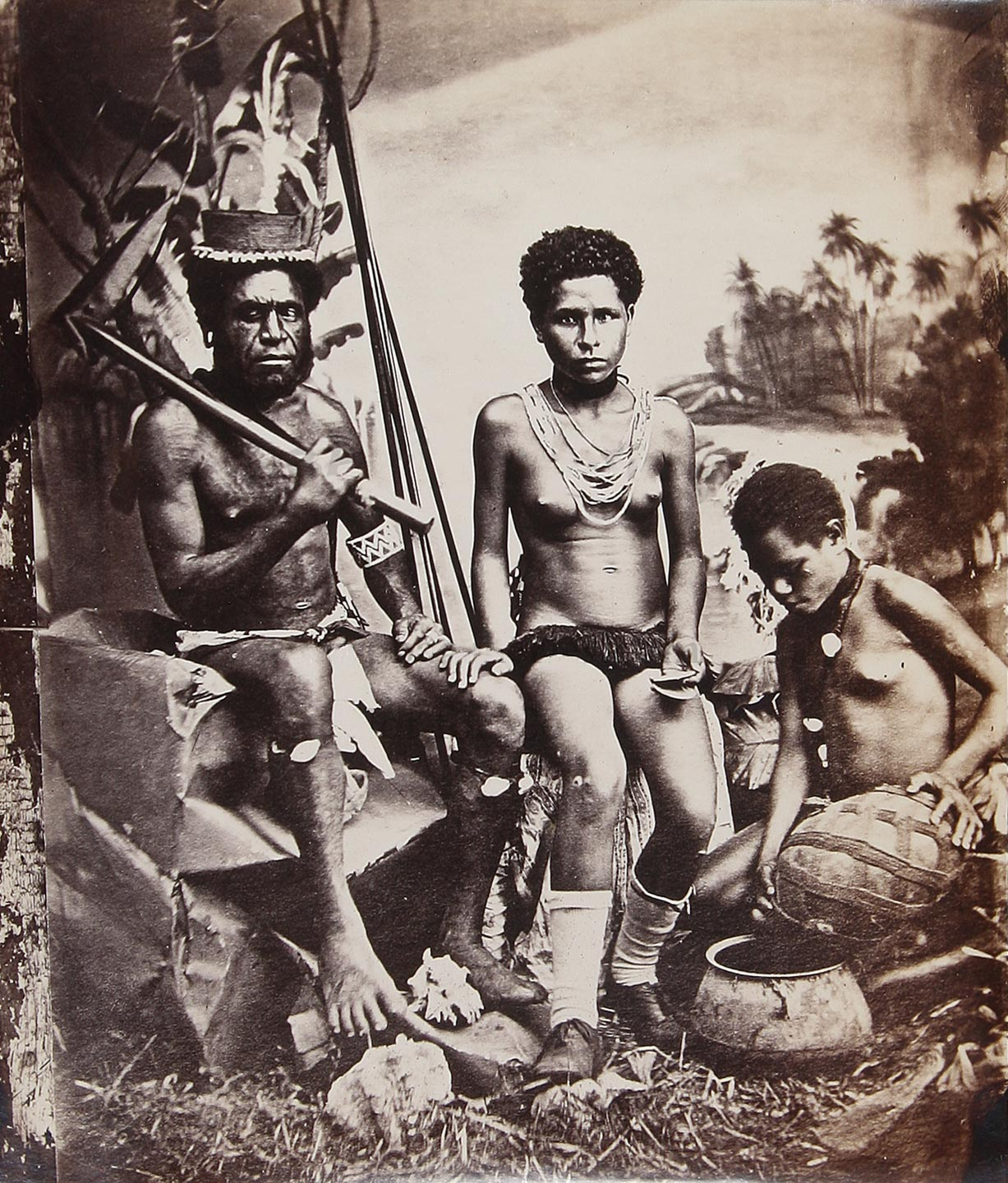
Bennszülöttek Új-Kaledóniában

Új-Kaledónia Óceánia térképén

A kanakok függetlenné válásának egyetlen akadálya, hogy a nagyarányú európai és óceániai bevándorlás következtében megváltoztak a demográfiai viszonyok. Jelenleg a kanakok 41,2%-os arányukkal már kisebbséget alkotnak hazájukban, a 34,7%-ot adó óceániai és ázsiai közösség és 24,1%-os európaiak mellett, akik két részre oszlanak, a kaledónokra, akik mintegy helyi kreolokként a korai fegyencek és telepesek leszármazottai és az utóbbi években ideköltözött kontinentális franciákra, akiket vonzz, hogy egy kvázi trópusi paradicsomban élhetnek európai gazdasági körülmények között. Az európai származású közösség szinte teljes egésze az unió fenntartása mellett foglal állást. Aggasztónak tartják a jövőképet, amelyben egy kommunista kanak kormány hosszan tartó gazdasági recesszióba süllyeszti a 16 000 kilométerre fekvő Franciaországból érkező évi 1,5 milliárd eurós segítség  nélkül életképtelen kaledón gazdaságot. A fehérek szerencséjére a mérleg nyelvét jelentő, főként vendégmunkásként ideköltözött, más óceániai szigetekről származó bevándorlók többsége a maradást támogatja, többségében szintén gazdasági megfontolásból. Az ifjabb bevándorló generáció körében azonban gyorsan terjed a szomszédos Vanuatu által is támogatott pán-óceánizmus, amely minden külbirtok, így Új-Kaledónia függetlenségét is támogatja. Ennek a folyamatnak köszönhető elsősorban, hogy a szeparatista oldal növelni tudta szavazóbázisát 2018 óta 4,5% ponttal.

### Kampány

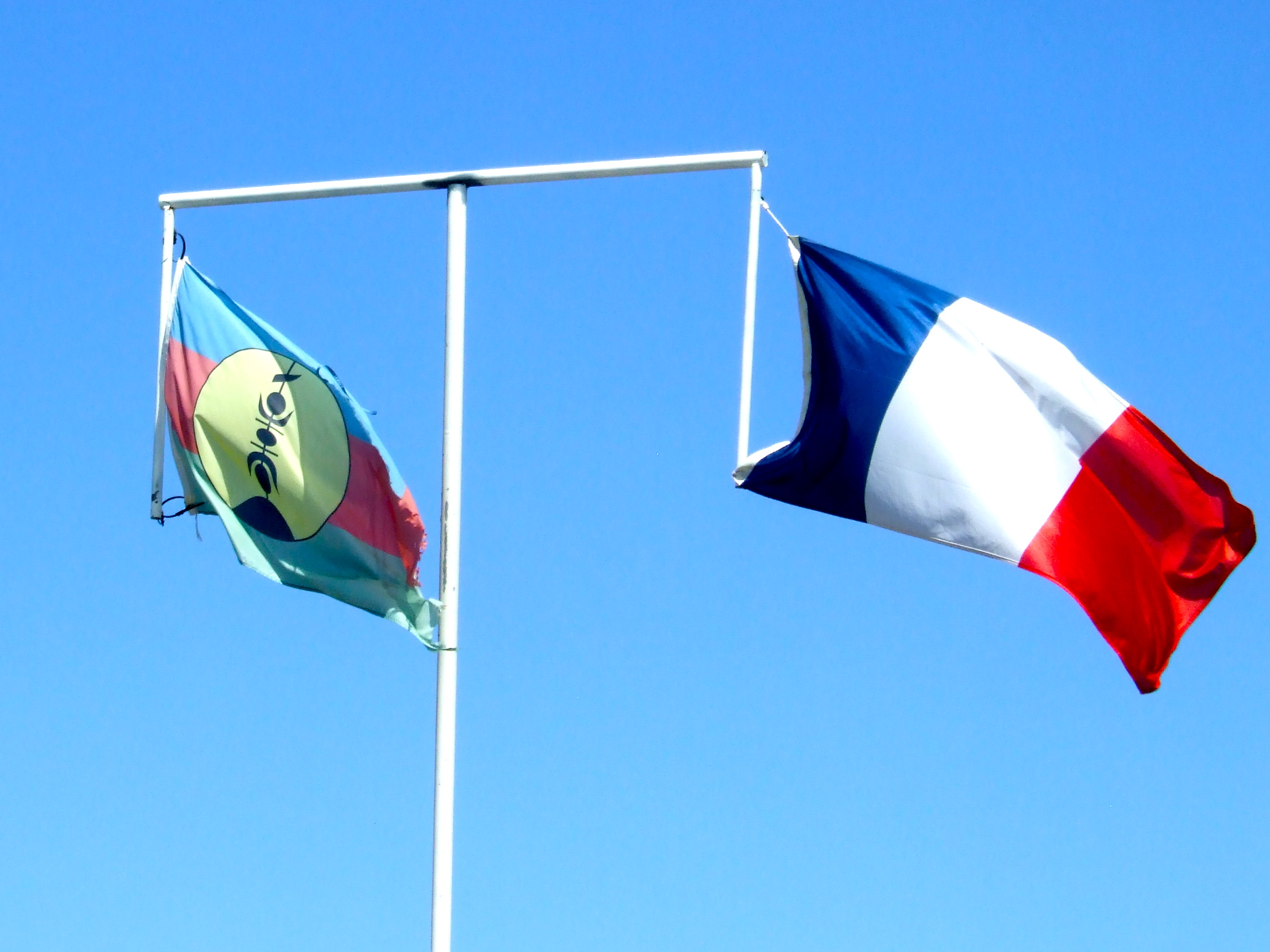
Új-Kaledónia hivatalos zászlói

A függetlenségért kampányoltak a  baloldali-nacionalista blokk kanak és melanéz bevándorló pártjai:
- Kanak Szocialista Nemzeti Felszabadítási Front (Front de libération nationale kanak et socialiste)
- Kaledón Unió (Union calédonienne)
- Nemzeti Unió a Függetlenségért (Union nationale pour l'indépendance)
- Kanak Szocialista Párt (Libération kanak socialiste)
- Munkáspárt (Új-Kaledónia) (Parti travailliste)

Az unió fenntartásár kampányoltak a lojalista, vagyis maradáspárti tömörülés pártjai:
- Jövő Magabiztossággal (L'Avenir en confiance)
- Kaledónia Együtt (Calédonie ensemble)

Mindkét fél hatékonyan mozgósította szavazótáborát, ezt mutatja a rekordmagas, 85,7%-os részvétel.

## Eredmények
Az etnikai megoszlásból kifolyólag a 2018-as népszavazáshoz hasonlóan nagyon nagy területi különbségek voltak tapasztalhatóak. A sziget északnyugati, kanak lakosságú tartományaiban és a Lojalitás-szigeteken a függetlenség 70-100% arányban győzött, míg a déli és nyugati körzetekben, így a fővárosban, Nouméában  is nagy többséggel győzött a maradás, így született a szoros eredmény.
| Válasz      | Szavazatok | %     |
| ----------- | ---------- | ----- |
| Igen        | 28 537     | 78,34 |
| Nem         | 7 889      | 21,66 |
|             |            |       |
| Érvényes    | 36 426     | 98,98 |
| Üres        | 129        | 0,35  |
| Érvénytelen | 248        | 0,67  |
| Összesen    | 36 803     | 100   |
| Tartózkodás | 4 546      | 10,99 |
| Részvétel   | 41 349     | 89,01 |

| Válasz      | Szavazatok | %     |
| ----------- | ---------- | ----- |
| Igen        | 29 220     | 29,14 |
| Nem         | 71 043     | 70,86 |
|             |            |       |
| Érvényes    | 100 263    | 98,66 |
| Üres        | 679        | 0,67  |
| Érvénytelen | 682        | 0,67  |
| Összesen    | 101 624    | 100   |
| Tartózkodás | 15 755     | 13,42 |
| Részvétel   | 117 379    | 86,58 |

| Válasz      | Szavazatok | %     |
| ----------- | ---------- | ----- |
| Igen        | 13 776     | 84,27 |
| Nem         | 2 571      | 15,73 |
|             |            |       |
| Érvényes    | 16 347     | 99,13 |
| Üres        | 47         | 0,29  |
| Érvénytelen | 97         | 0,59  |
| Összesen    | 16 491     | 100   |
| Tartózkodás | 5 580      | 25,28 |
| Részvétel   | 22 071     | 74,72 |

## Értékelése
Emmanuel Macron francia elnök üdvözölte a maradáspárti eredményt, közleményében így fogalmazott:
- „Államfőként a köztársaságba vetett ilyen mély bizalom 
 megnyilvánulását nagyfokú elégedettséggel veszem tudomásul“

A szeparatista Kaledón Unió párt vezetője, Daniel Goa pozitív jelként értékelte a szoros eredményt és reményeit fejezte ki, hogy a 2022-es referendumon már győz a függetlenségpárti oldal.
A loyalisták vezetője, Sonia Backès párbeszédre szólította fel a feleket és leszögezte, a szoros eredményből kifolyólag valószínűleg szükség lesz a következő népszavazás megtartására is.